# أخلي (غرمخان)
أخلي (بالفارسية: اخلی) هي قرية تقع في إيران في قسم غرمخان الريفي. يقدر عدد سكانها بـ 155 نسمة بحسب إحصاء 2016.